# Poul Jensen (fodboldspiller, født 1934)
 Der er flere personer med dette navn, se Poul Jensen.
Poul Jensen (28. marts 1934, død 6. juli 2022) var en dansk fodboldspiller og mangeårig anfører på Danmarks fodboldlandshold.
Poul Jensen blev i marts 1961 gift med tårnspringeren Hanna Ivy Laursen (en) (død 2020), som han havde mødt ved OL i Rom året inden.

## Klubkarriere
Poul Jensen spillede hele sin karriere som venstre back i Vejle Boldklub, hvor han var med til at vinde "The Double" i 1958 og DBU's landspokalturnering i 1959. Efter sæsonen 1959 blev Poul Jensen valgt som ny anfører for divisionsholdet. Samme år fik han sin debut på Danmarks A-landshold.

## Landholdskarriere
Poul Jensen debuterede på Danmarks fodboldlandshold i en OL-kvalifikationskamp mod Island den 26. juni 1959. Han spillede i alt 32 A-landskampe for Danmark og var anfører i 21 af kampene. Højdepunktet i landsholdskarrieren kom i 1960, da han var anfører for det hold, der vandt sølv ved OL 1960 i Rom.
Den 5. november 1961 blev Poul Jensen den 37. spiller i historien, der opnåede 25 kampe på A-landsholdet.
Han spillede sin afskedskamp den 28. oktober 1962. Kampen mod Sverige blev vundet med 4-2.